# Zingiber malaysianum
Zingiber malaysianum là một loài thực vật có hoa trong họ Gừng. Loài này được Lim Chong Keat (林蒼吉, Lâm Thương Cát) mô tả khoa học đầu tiên năm 2002.

## Mẫu định danh
Mẫu định danh: Lim C.K. L 2843; thu thập năm 1999 ở tọa độ khoảng 2°24′36″B 103°14′46″Đ / 2,41°B 103,24611°Đ, Khu bảo tồn rừng Labis, bang Johor, Malaysia. Mẫu holotype lưu giữ tại Viện Nghiên cứu Rừng Malaysia ở Kepong, Selangor (KEP), mẫu isotype lưu giữ tại Vườn Thực vật Hoàng gia tại Kew (K).

## Phân bố
Loài này là đặc hữu Malaysia bán đảo; chỉ được tìm thấy trong Khu bảo tồn rừng Labis ở bang Johor.

## Hình ảnh

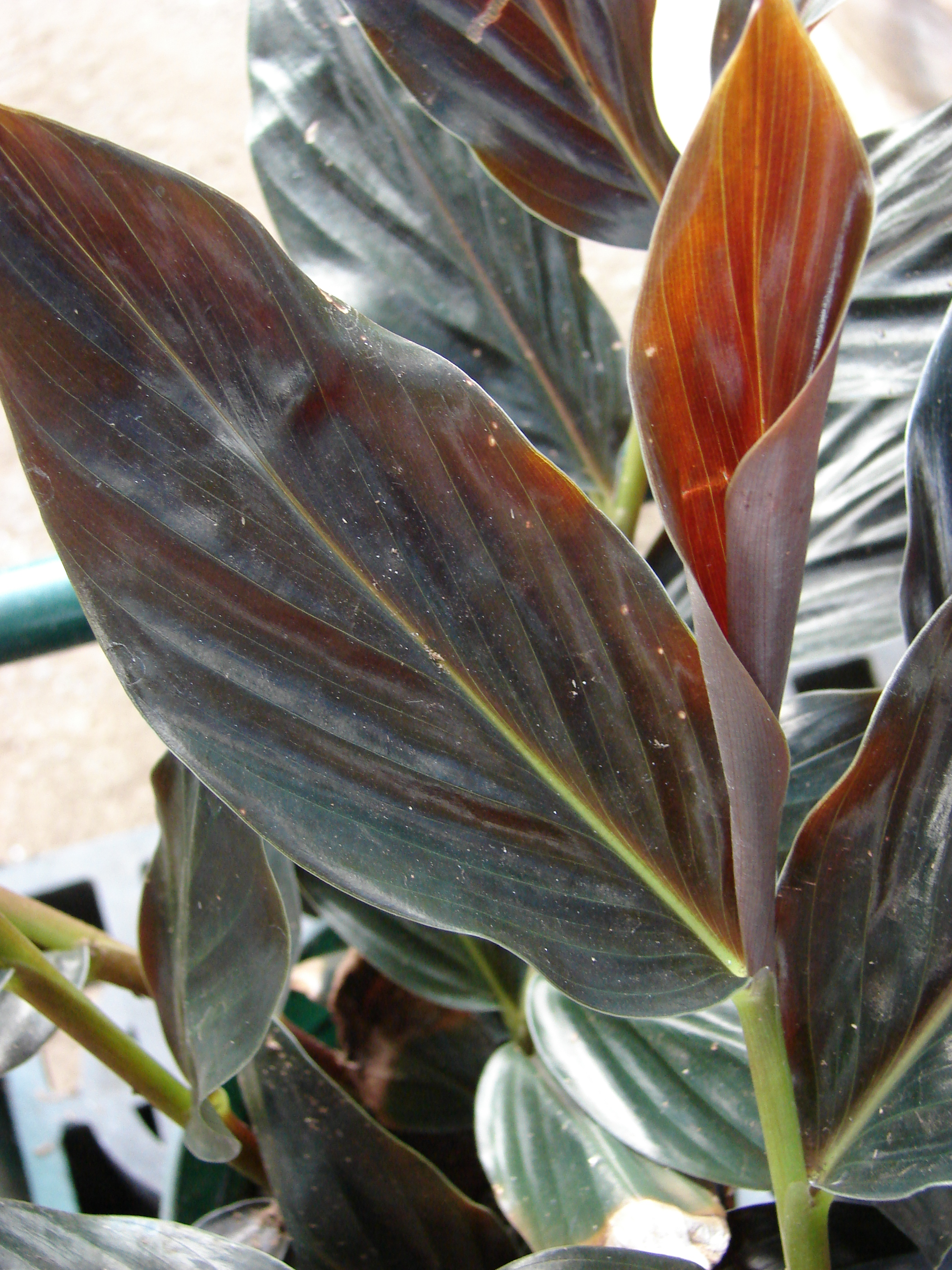
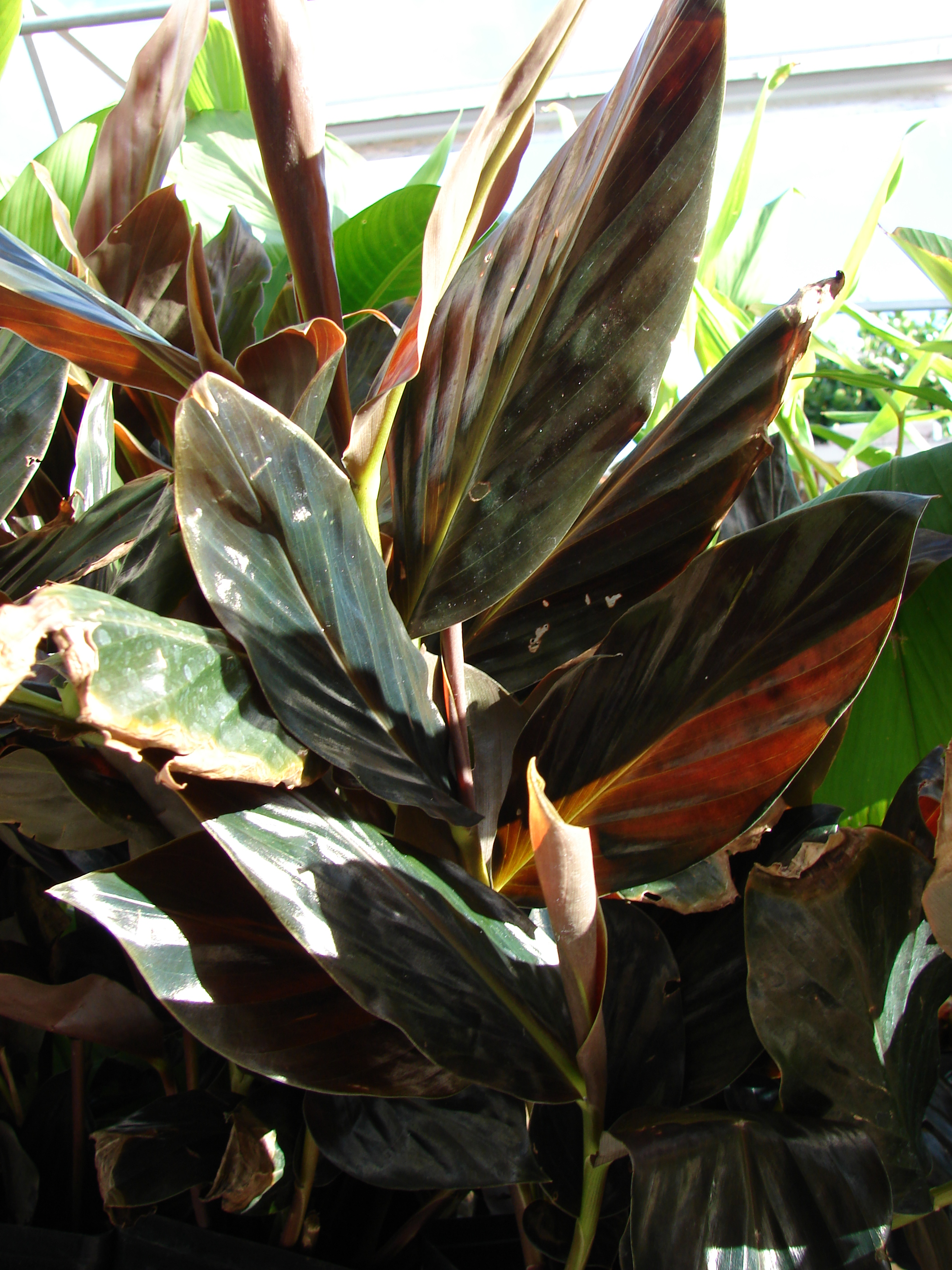
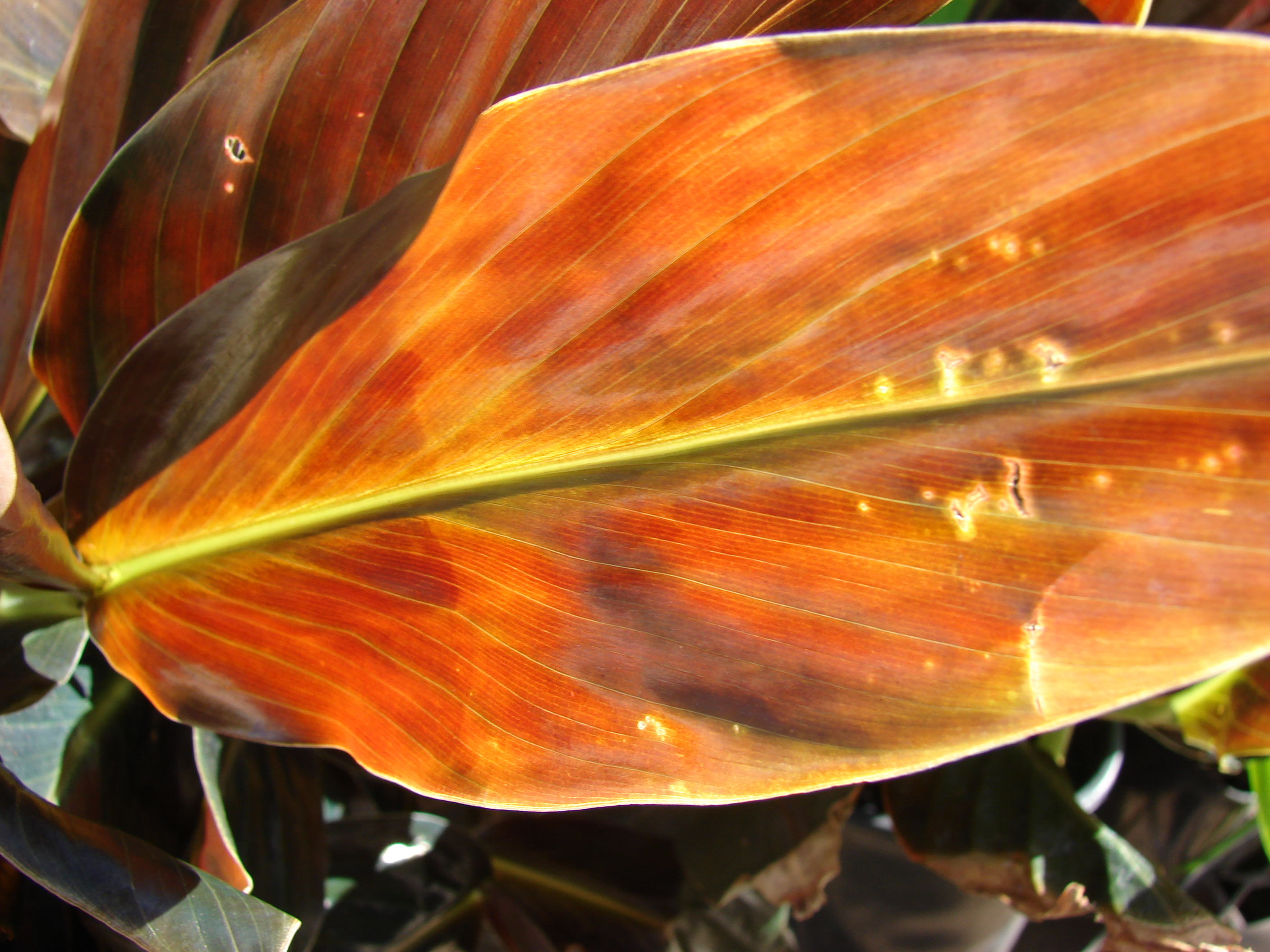
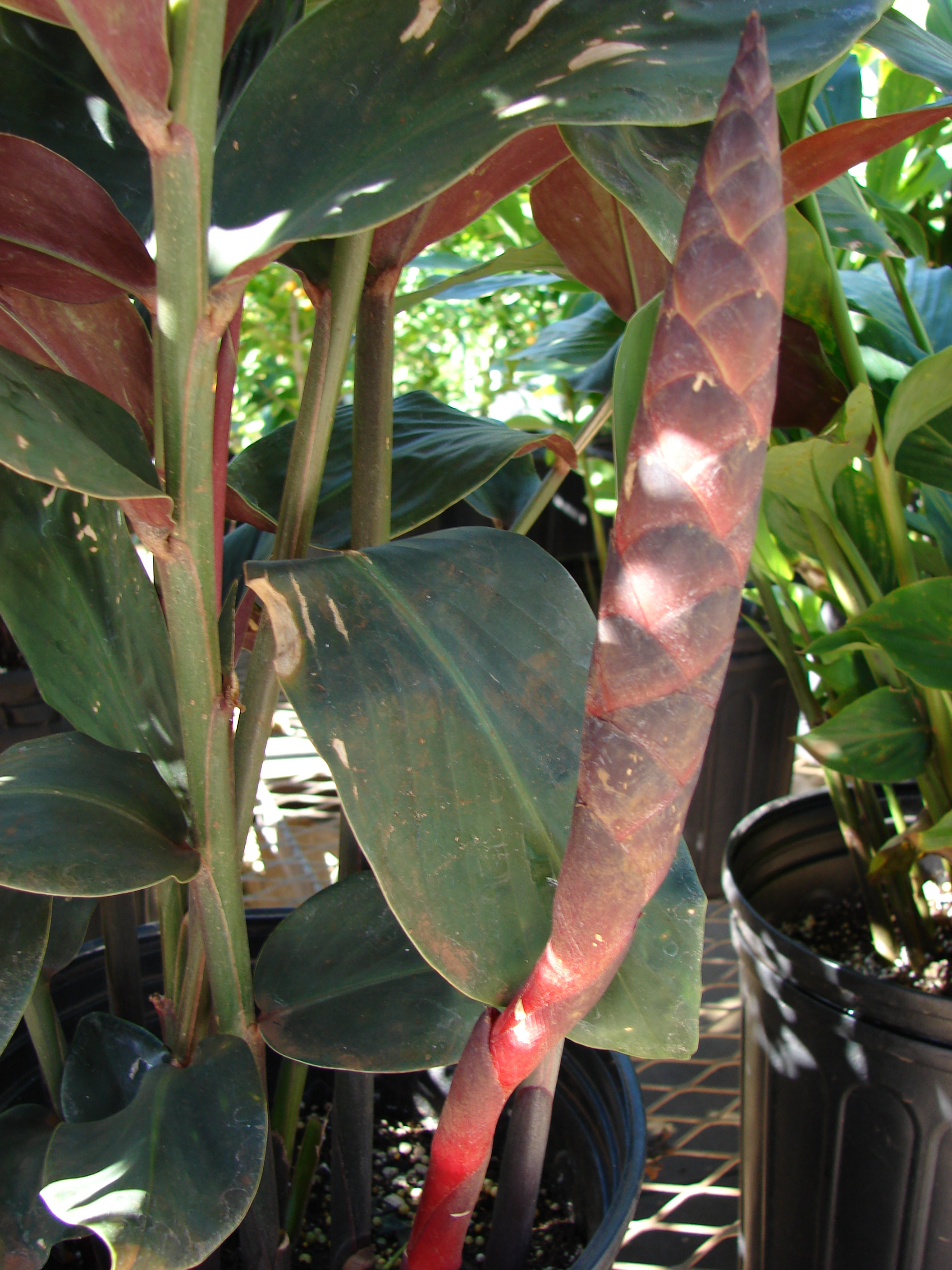